# Chiyu Banking Corporation

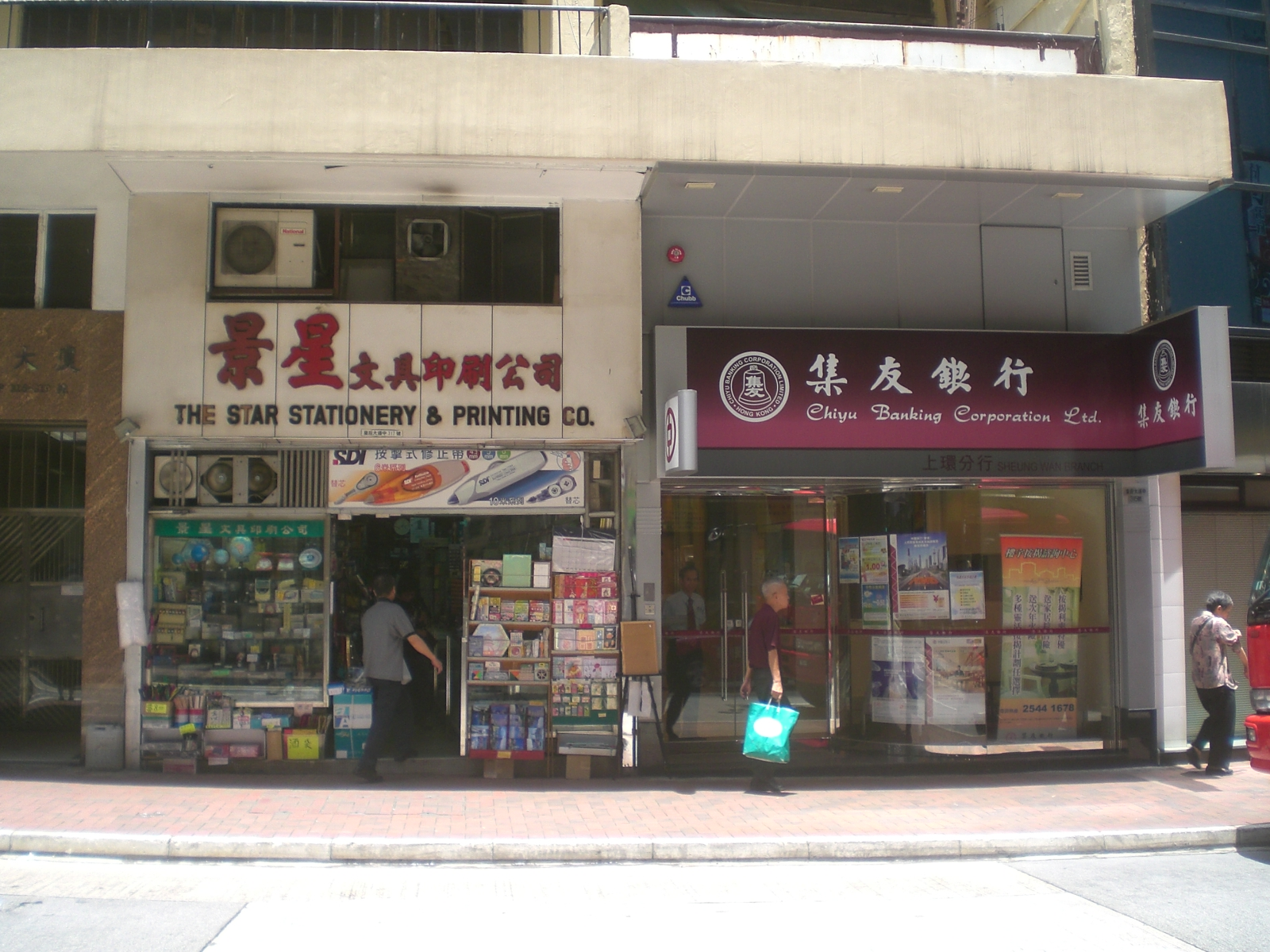
Chiyu Banking Corp.

Chiyu Banking Corporation Limited (chinois : 集友銀行) est une banque basée à Hong Kong.

## Histoire
Fondée par Tan Kah Kee en 1947, la Chiyu Banking Corporation dispose de 23 succursales à Hong Kong et se concentre sur le service de la communauté des résidents Hongkongais originaires du Fujian.
La Chiyu a été explicitement créée par Chen pour créer une entreprise rentable dont les profits seraient dédiés à des projets d’éducation à Xiamen et dans le reste de la province du Fujian en Chine. Depuis sa fondation, elle a consacré plus d’un Milliard de Dollars de Hong Kong à l’éducation de cette province, en premier lieu en finançant l’Université de Jimei et les écoles qui lui sont liées.

## Actionnariat
La Bank of China (Hong Kong) a accumulé au fur et à mesure 70 % des parts de Chiyu dans les années 70; le reste de la banque est possédé par la fondation de l'Université de Jimei, le gouvernement de la commune de Xiamen et des actionnaires minoritaires.
La Chiyu fonctionne désormais comme une filiale de Bank of China (Hong Kong) disposant la même plateforme informatique et des mêmes équipes de support pour les opérations de trésorerie.